# Terrasses de la Chaudière
Pour les articles homonymes, voir Chaudière (homonymie).
 (septembre 2021).
Si vous disposez d'ouvrages ou d'articles de référence ou si vous connaissez des sites web de qualité traitant du thème abordé ici, merci de compléter l'article en donnant les références utiles à sa vérifiabilité et en les liant à la section « Notes et références ».
Les Terrasses de la Chaudière sont un complexe de bureaux du gouvernement fédéral canadien, sur le territoire de la ville de Gatineau , au sein de la province de Québec. Il doit son nom à la chute des Chaudières située à proximité.
Le complexe a été édifié en 1978 dans la lignée de la volonté du Premier ministre Pierre Trudeau de voir plus de fonctionnaires fédéraux - essentiellement des anglophones -  travailler sur la rive québécoise de la rivière des Outaouais. Les édifices ont été construits par Robert Campeau (en) puis loués au gouvernement.
Cette installation a été faite, sans l'approbation et le soutien du gouvernement québécois.  
C'est le siège de plusieurs organismes fédéraux dont celui de Patrimoine canadien.